# Атток, Фредерик
Фредерик Атток (англ. Frederick Attock ; 10 февраля 1846 — 21 мая 1902) — английский инженер, начальник вагонной службы компании Lancashire and Yorkshire Railway (L&YR) и первый президент футбольного клуба «Манчестер Юнайтед» (на тот момент известного под названием «Ньютон Хит»).

## Биография
Фредерик Атток родился в Ливерпуле в 1846 году. Примерно тогда же его отец Джордж переехал в Стратфорд (Эссекс), где занял новую должность в железнодорожной компании Eastern Counties Railway. Джордж, его жена Хефзиба и дети Мартин, Мэри Кертис, Джордж и Фредерик переехали в дом по адресу 1 Angel Place, Leyton Road неподалёку от железнодорожной мастерской Стратфорда. Старший брат Фредерика, Мартин, который был старше его на 10 лет, работал начальником эксплуатации локомотивов в Ирландии, начиная с 1961 года.
В 1960 году Фредерик начал работать в компании Eastern Counties Railway, где уже работал его отец. Два года спустя эта компания и ряд других образовали новую компанию Great Eastern Railway. В 1974 году отец Фредерика вышел на пенсию в связи с плохим состоянием здоровья, проработав начальником эксплуатации вагонов 29 лет. Фредерик заменил его в этой роли. Под его управлением было 1150 человек.
В феврале 1877 года Фредерик Атток был назначен начальником вагонной службы компании Lancashire and Yorkshire Railway (L&YR), которая разместилась на новой площадке в Ньютон-Хит (Манчестер). Первые вагоны в Ньютон-Хит были выпущены летом 1877 года.
В 1895 году Атток заболел и в октябре подал в отставку. Ему было выдано пособие в размере 500 фунтов стерлингов в дань уважения его достижениям (в частности, множеству патентов на его изобретения, которые компания использовала многие годы). Коллектив вагоностроительного завода в Ньютон-Хит также собрал 400 фунтов стерлингов, которые были переданы Аттоку.
Умер 21 мая 1902 года.

### Президент клуба «Ньютон Хит»
Фредерик Атток также известен как первый президент футбольного клуба «Манчестер Юнайтед» (в XIX веке известного под названием «Ньютон Хит»). Футбольный клуб названием «Ньютон Хит (Ланкашир энд Йоркшир Рейлуэй)» был основан в 1878 году членами комитета столовой вагоностроительного завода Ньютон-Хит. Вскоре после этого Атток был назначен первым президентом футбольного клуба. Связи Аттока в железнодорожном бизнесе позволили привлечь к управлению клубом ряд известных вице-президентов: членов Парламента Артура Бальфура (который позднее стал Премьер-министром Великобритании), сэра Чарльза Суонна, Джеймса Маджорона, а также редактора газеты Manchester Guardian Чарльза Скотта. Атток лично помогал работникам завода в различных бытовых и личных вопросах. Футбольных игроков даже из других регионов, в особенности, из Уэльса, привлекал тот факт, что у «Ньютон Хит» был собственный стадион («Норт Роуд»), а также перспектива работы на вагоностроительном заводе Ланкашир энд Йоркшир Рейлуэй. Так в команду перешли известные на тот момент валлийские игроки Джек Пауэлл, Джек и Роджер Даути, Том Берк и другие. Но уже в 1880-е годы конкуренция между клубами и появление профессиональных футболистов повысили требования к футбольным клубам. В 1892 году «Ньютон Хит» оборвал все связи с железнодорожной компанией, став независимым акционерным обществом.